# Derevljani
Derevljani (ukr. Деревляни); srednjovjekovno slavensko odnosno ukrajinsko pleme na prostorima sjeverne Ukrajine i južne Bjelorusije. Derevljani su između 6. i 10. stoljeća naselili širi prostor sjeverozapadno od Kijeva poznatiji kao regija Polesje. Uz ukrajinsko pleme Poljane spadali su u jača slavenska plemena srednjovjekovnog razdoblja. Ime su dobili po šumovitom krajoliku; na ukrajinskom jeziku riječ "derevo" označava "drvo".
Derevljani su svoje središte imali u ukrajinskom gradu Iskorostenu odnosno današnje Korostenu (Žitomirska oblast). Vodili se najžešće ratove upravo protiv susjednih Poljana koji su imali središte u Kijevu. Dolaskom masovnog broja Vikinga u središnju Ukrajinu, Derevljani su poraženi pod rukovodstvom kijevske kneginje Olge. Objedinjvanjem poljanske i derevljanske vojske u 10. stoljeću, ojačana Kijevska Rus' u sljedećem je razdoblju doživjela kulturni i politički procvat. 

## Vanjske poveznice
- Enciklopedija Ukrajine: Derevljani (eng.)
- Slobodna biblioteka: Derevljani (rus.)